# Клан Чартеріс

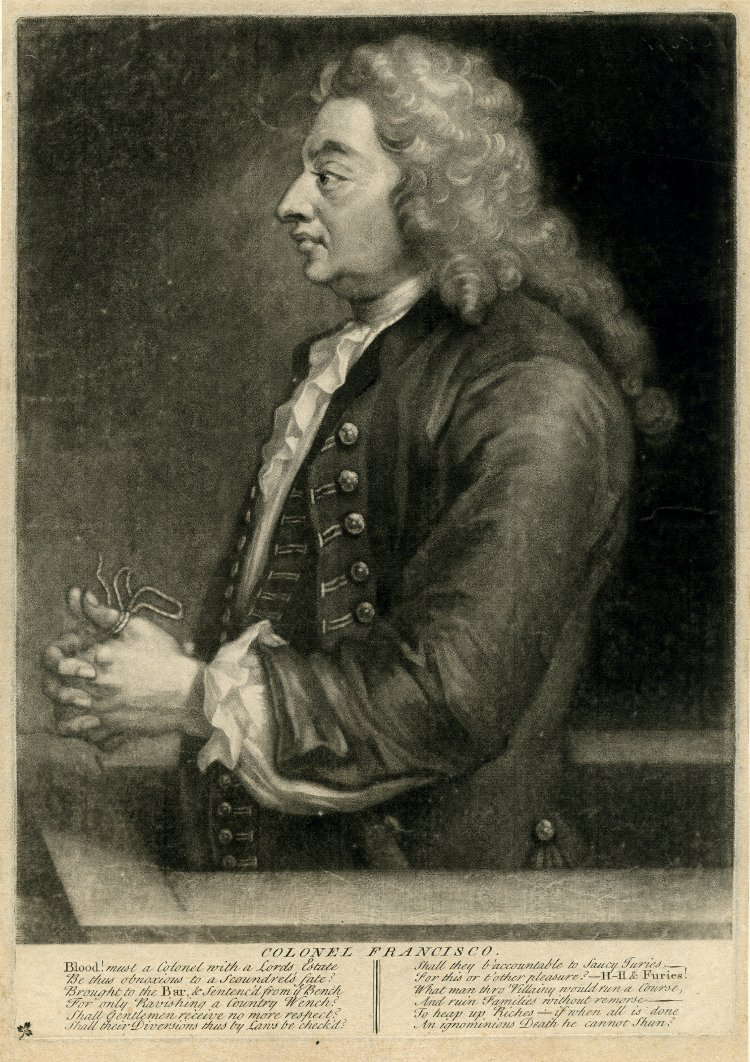
Полковник Френсіс Чартеріс (1675—1732).

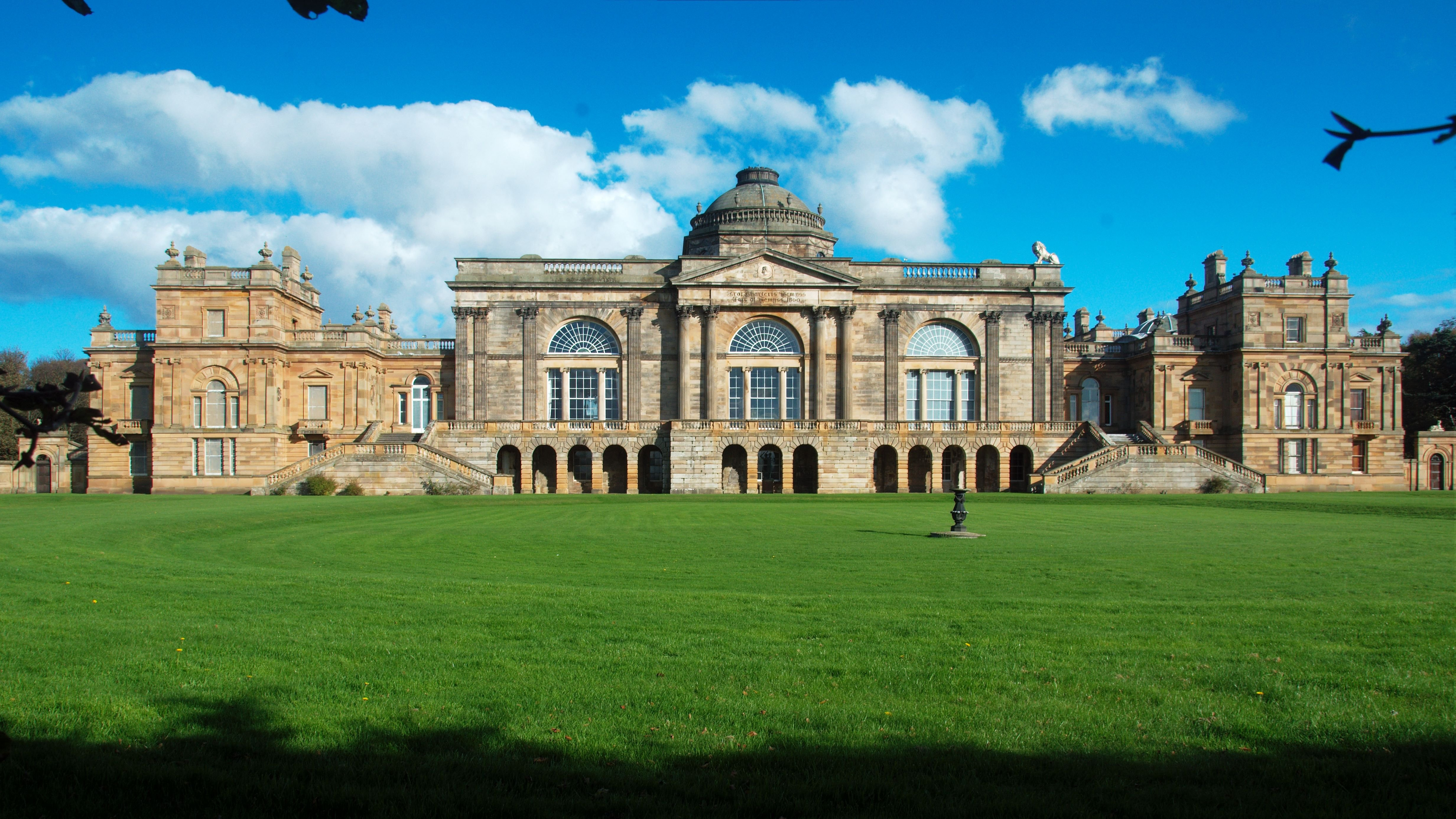
Госфорд-хаус.

Клан Чартеріс (шотл. — Clan Charteris) — один з кланів рівнинної частини Шотландії — Лоулендсу.
Гасло клану: Це наша хартія
Землі клану: Східний Лотіан
Вождь клану: його високо поважність Джеймс Дональд Чартеріс — граф Вемісс, граф Марч, віконт Піблс, лорд Елхо, лорд Метіл Дуглас Нейдпат, лорд Лайн, лорд Мунард.
Резиденція вождів клану: замок Госфорд-хаус
Ворожі клани: Кіркпатрік, Дуглас, Рутвен
Гілки клану: Чартеріс Дамфріс, Чартеріс Кінфаунс

## Історія клану Чартеріс

### Походження клану Чартеріс
Назва клану Чартеріс походить від назви міста Шартр у Франції.
Вільям — син норманського лицаря з Шартру переселився в Англію під час норманського завоювання Англії з Вільгельмом Завойовником. Син або онук Вільяма де Шартра переселився в Шотландію, будучи в свиті короля Шотландії Девіда І. Найперша згадка про вождів клану Чартеріс в Шотландії датується 1174 роком і стосується грамоти абатства Келсо. У цій грамотів вождь клану Чартеріс пишеться як де Карното.
Відомо про чотири покоління вождів клану Чартеріс ХІІ — XIII століть. Це Роберт де Карното — лицар, що був сином Томаса де Карното, що був сином іншого Томаса де Карното, що був сином Вальтера де Карното. У 1280 році сер Томас де Чартеріс був призначений на посаду лорд-канцлера Шотландії королем Олександром III.

### ХІІІ— XIV століття
Наприкінці XIII століття король Англії Едвард І Довгоногий, користуючись тим, що трон Шотландії виявився вакантним, захопив Шотландію і змусив вождів Шотландських кланів присягнути йому на вірність і в 1296 році підписати відповідний документ — «Рагман роллс». У цьому документі є підпис Ендрю де Чартеріса. Але незабаром після цього Ендрю де Чартеріс приєднався до повстанців, що боролися за незалежність Шотландії. За це король Англії конфіскував його маєтки та передав їх Джону Балліолю, що був маріонеткою Англії та колаборантом. Син Ендрю Чартеріса — Вільям Чартеріс був в армії Роберта Брюса і був разом з Робертом Брюсом, коли той вбив вождя клану Комін в церкві в Дамфрісі в 1306 році — конкурента на трон Шотландії. Сер Томас Чартеріс був вірним прихильником короля Шотландії і був призначений послом в Англію. Потім він був призначений лорд-канцлером Шотландії у 1342 році королем Шотландії Девідом II. Сер Томас Чартеріс загинув під час битви під Дарем у 1346 році.

### XVI століття
У 1526 році спалахнула ворожнеча клану Чартеріс з кланом Кіркпатрік. Записи про це збереглися в документах кримінальних справ міста Піткерн. Згідно цих документів Чартеріс Еймісфілд разом зі своїм братом і двома синами були звинувачені у вбивстві Роджера Кілпатріка — сина Олександр Кілпатріка в березні 1526 г.
У 1530 році виник конфлікт під час якого сер Роберт Чартеріс — VIII лерд Чартеріс мав дуель з сером Джеймсом Дугласом Друмланрігом. Їх поєдинок був описаний як останній лицарський турнір в Шотландії. Король сам спостерігав за поєдинком, що відбувався з такою люттю, що меч Чартеріса був зламаний, і король повинен був послати своїх людей роз'єднати дуелянтів.
Інша гілка клану Чартеріс — Чартеріс Кінфаун оскаржували верховенство в клані зі своїми кузенами Чартеріс Дамфрісшир. Гілка Чартеріс Кінфаун отримала свої землі в нагороду за підтримку Роберта Брюса у його війні за незалежність Шотландії. Проте, ця гілка почала ворогувати з кланом Рутвен. Клан Рутвен мав значну владу в місті Перт і оточуючих землях і володів замком Гантінгтауер. У 1544 році Патрік Рутвен — лорд Рутвен був обраний головою міста Перт, але при втручанні кардинала Бітона, Рутвен був позбавлений посади і Чартеріс Кінфаун був призначений замість нього. У місті Перт громадяни відмовився визнати головою Чартеріса і замкнули перед ним ворота. Чартеріс разом з лордом Грей і та вождем клану Леслі напали на місто. Проте, вони були відбиті кланом Рутвен, якому надав допомогу клан Монкріфф. У результаті цього Рутвен залишився головою міста Перт до 1584 року, коли Вільям Рутвен — граф Ґоврі був страчений. Джон Чартеріс був убитий спадкоємецем графа на вулиці Хай-стріт в Единбурзі в 1552 році.

### XVII століття
Сер Джон Чартеріс Амсфілд був призначений комісаром парламенту для підтвердження договору Ріпон у 1641 році. Джон Чартеріс підтримував Національний пакт, але не повстав проти короля. У результаті цього, він був заарештований в Единбурзі в 1643 році, але був випущений на свободу в березні 1645 році. Після цього він приєднався до роялістів — до армії Джеймса Грема, І маркіза Монтроз і був в армії роялістів, коли вони були розбиті під час битви під Філіпхоу в вересні 1645 року. Брат Джона — капітан Олександр Чартеріс був одним із сподвижників маркіза Монтроз і був з ним під час його нещасливої військової кампанії в Кейтнесс у 1650 році. Олександр Чартеріс був узятий в полон разом з маркізом Монтроз і був страчений в Единбурзі 21 червня 1650 року. Маєтки і землі клану Чартеріс отримав Томас Гоґґ, що пізніше взяв прізвище Чартеріс.

### XVIII—XIX століття
Полковник Френсіс Чартеріс купив землі біля Гаддінґтона, який він перейменував в Амсфілд на часть свого предка з Нітсдейлу. Він залишив єдину дочку — Джанет, яка вийшла заміж за графа Вемісс. Їх другий син — Френсіс Вемісс прийняв згодом прізвище Чартеріс. Маєтки клану Чартеріс біля Гаддінґтону згодом були продані, хоча Госфорд-хаус стоїть досі і нащадки володіють титулами графа Вемісс та графа Марч.